# Новоільїнка (Колпашевський район)
Новоільї́нка (рос. Новоильинка) — село у складі Колпашевського району Томської області, Росія. Входить до складу Саровського сільського поселення.

## Населення
Населення — 321 особа (2010; 361 у 2002).
Національний склад (станом на 2002 рік):
- росіяни — 94 %